# Wyższa Szkoła Handlu i Usług w Poznaniu

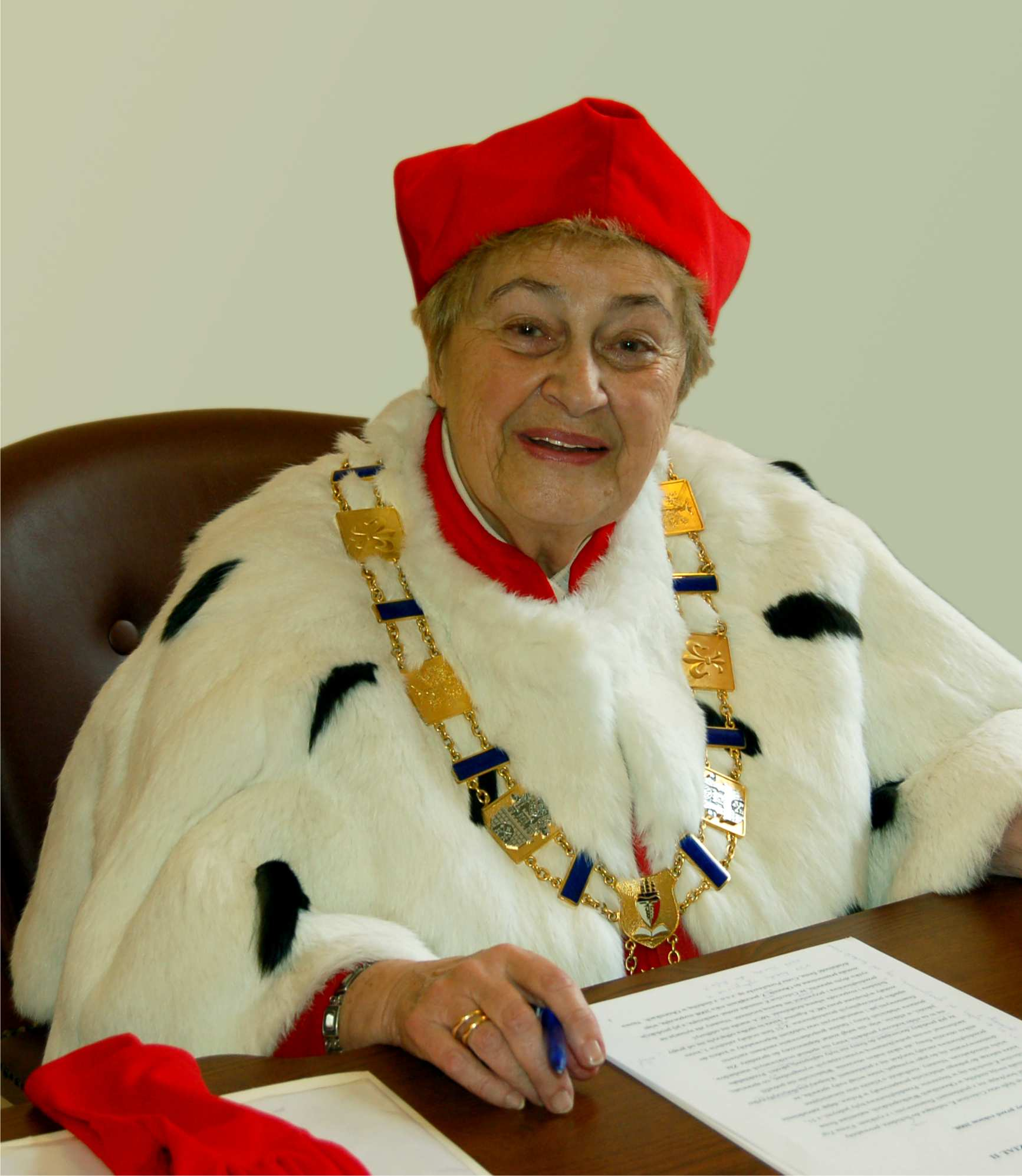
Rektor WSHiU prof. dr hab. Kamila Wilczyńska

Wyższa Szkoła Handlu i Usług w Poznaniu (WSHiU) – uczelnia niepubliczna założona w 1997 roku przez organizację samorządu gospodarczego – Wielkopolskie Zrzeszenie Handlu i Usług w Poznaniu.

## Kształcenie
Uczelnia prowadzi trzyletnie studia pierwszego stopnia (stacjonarne i niestacjonarne) na kierunku „zarządzanie”.
Od roku akademickiego 2007/2008 uczelnia kształci na studiach pierwszego stopnia, w trybie stacjonarnym i niestacjonarnym, na kierunku „turystyka i rekreacja”, a od roku akademickiego 2009/2010 na kierunku „bezpieczeństwo narodowe”.
W roku akademickim 2012/2013 szkoła uruchomiła studia drugiego stopnia na kierunku „bezpieczeństwo narodowe”.
W roku 2019 uczelnia uruchomiła studia drugiego stopnia (magisterskie) na kierunku Zarządzanie, oraz jednolite studia magisterskie na kierunku Pedagogika wczesnoszkolna i przedszkolna.

## Władze
Rektorem uczelni od roku 2021 jest dr Grzegorz Konieczny, funkcję prorektora pełni dr Zbigniew Dziemianko, prorektora ds. jakości kształcenia dr Patrycja Kanafocka, dziekanem jest dr Jolanta Sielska-Luftmann, a kanclerzem mgr Tomasz Górski.

## Rektorzy
- 1997–1998: Prof. dr hab. Kazimierz Rogoziński
- 1998–1999: Prof. dr hab. Krzysztof Piasecki
- 1999–2001: dr inż. Barbara Dudzińska
- 2001–2004: dr Jerzy Matynia
- 2004–2008: prof. dr hab. Stefan Bosiacki
- 2008–2021: prof. dr hab. Kamila Wilczyńska
- od 2021-2025:  dr Grzegorz Konieczny[4]
- od 2025: dr Paulina Kolisnichenko

## Kontrowersje
Założycielem Wyższej Szkoły Handlu i Usług jest Magdalena Górska. 17 listopada 2021 została skazana prawomocnym wyrokiem za plagiat w swojej pracy doktorskiej. Po wyroku ze stanowiska nie zrezygnowała. W 2023 roku prokuratura skierowała przeciwko niej do sądu akt oskarżenia o przywłaszczenie z konta uczelni 240.000 zł.